# Киба Лумберг
Ки́ба Лу́мберг (фин. Kiba Lumberg, настоящее имя Ки́рсти Ле́йла Анни́кки Лу́мберг (фин. Kirsti Leila Annikki Lumberg); род. 27 мая 1956, Лаппеэнранта, Кюми) — финская художница цыганского происхождения. Известна как критик традиционной цыганской культуры за подчинённое положение женщин и детей.

## Биография
Киба Лумберг родилась 27 мая 1956 года в Лаппеэнранте. Её родители — мастер Виено Ирене Берг и плотник Александр Лумберг. В 13-летнем возрасте ей пришлось убежать из своей семьи из-за «страха, насилия и порабощения».
Училась в Университете искусства и дизайна (ныне Высшая школа искусств, дизайна и архитектуры Университета Аалто) по курсу малого бизнеса по декоративно-прикладному искусству цыган в 1983—1984 годах и его углубленному курсу в 1984—1985 годах. С 1985 по 1987 год также обучалась в Хельсинкском университете искусств и дизайна. Училась за границей в Суторице, Университете искусства и дизайна в 1986 году (Скопье) и в Академии искусств во Флоренции в 1988 году. С 1979 по 1981 год изучала пение в Хельсинкской консерватории.
Первой выставкой Кибы Лумберг стала 98-я ежегодная выставка финских художников 1993 года в Карккиле. С тех пор она проводит выставки каждый год. Её работы находятся в государственных коллекциях.
Многие из работ Лумберг вдохновлены её детским опытом. Она получила общенациональную известность в 1997 году, когда по телевидению был показан мини-сериал о традиционной жизни скандинавских кале, основанный на её сценарии, под названием «Тёмная и светящаяся кровь» (фин. Tumma ja hehkuva veri). В 2007 году Лумберг угрожали смертью после критики цыганской культуры по телевидению.
Наряду с другими видными членами финской общины цыган, Киба Лумберг, певец Райнер Фриман и писатель Вейо Балтцар подвергли критике президента Европейского форума цыган и кочевников Миранду Вуоласранта, обвинив её в преуменьшении проблем и исключении критических голосов. В 2008 году Вуоласранта была вынуждена заплатить штраф после того, как Киба Лумберг обвинила её в клевете.
Была кандидатом от Левого союза на парламентских выборах Финляндии в 2007 году (получила 273 голоса) и выборах в Европейский парламент в 2009 году (получила 975 голосов).
В начале 2022 года ей была назначена специальная государственная финская пенсия.

## Публикации

#### Книги
- Kiba Lumberg. Musta perhonen (фин.). — Турку: Sammakko, 2004. — ISBN 952-5194-87-6.[14]
- Kiba Lumberg. Repaleiset siivet (фин.). — Турку: Sammakko, 2006. — ISBN 952-483-042-6.
- Kiba Lumberg. Samettiyö (фин.). — Турку: Sammakko, 2008. — ISBN 978-952-483-087-4.

#### Комиксы
- Kiba Lumberg. Gipsy comix (англ.). — Хельсинки: Kiban Aurinkogalleria, 2010. — ISBN 978-952-67339-0-6.
- Kiba Lumberg. Hullun taiteilijan päiväkirja (фин.). — Хельсинки: Kiban Aurinkogalleria, 2010. — ISBN ISBN 978-952-67339-1-3.